# Sekiro: Shadows Die Twice
Sekiro: Shadows Die Twice es un videojuego de acción y aventura desarrollado por From Software y distribuido por Activision. El juego fue lanzado el 22 de marzo de 2019 en las plataformas PlayStation 4, Xbox One y Microsoft Windows. El juego sigue a un shinobi del período Sengoku, conocido como Lobo, que intenta vengarse de un clan de samuráis que atacó y secuestró a su amo.

## Trama
En un reinventado período Sengoku de finales del siglo XVI en Japón, el señor de la guerra Isshin Ashina organizó un golpe sangriento y tomó el control de la tierra de Ashina del Ministerio del Interior. Durante este tiempo, un shinobi errante llamado Ukonzaemon Usui, conocido por muchos como Búho, adoptó a un niño huérfano sin nombre, al que nombró Lobo, y lo entrenó en los caminos del shinobi.
Dos décadas más tarde, el clan Ashina está al borde del colapso debido a que Isshin está ahora anciano y enfermo y a que los enemigos del clan se fueron acercando constantemente por todos lados. Desesperado por salvar a su clan, el nieto de Isshin, Genichiro, buscó a Kuro, el descendiente celestial, para poder usar el "Acervo del Dragón" del niño para crear un ejército inmortal. Lobo, ahora un shinobi de pleno derecho y el guardaespaldas personal de Kuro, pierde su brazo izquierdo al no poder detener a Genichiro. Sin embargo, ya que recibió la sangre del dragón de Kuro tres años atrás, Lobo sobrevive a sus heridas y se despierta en un templo abandonado. En el templo, se encuentra con el Escultor, un antiguo shinobi llamado Orangután que ahora esculpe estatuas de Buda, y Lobo encuentra que su brazo perdido ha sido reemplazado por la Prótesis Shinobi, un brazo artificial sofisticado que puede empuñar una gran variedad de artilugios y armas.
Con la Prótesis Shinobi, Lobo asalta el Castillo Ashina y se enfrenta a Genichiro nuevamente, derrotándolo, aunque este último es capaz de escapar gracias a que bebió las aguas Rejuvenecedoras, que es una réplica hecha por el hombre de la sangre del dragón. A pesar de tener la oportunidad de huir de Ashina para siempre, Kuro decide quedarse y realizar el ritual de la "Separación inmortal", que eliminaría su acervo del dragón y evitaría que siguiesen las batallas por él para obtener la inmortalidad. Lobo acepta a regañadientes ayudar a Kuro y se dirige a las áreas que rodean el castillo para recopilar todos los componentes necesarios para el ritual, incluida una espada especial que puede matar inmortales conocida como la Hoja mortal. Cuando Lobo regresa, se encuentra con Búho, quien se creía que había sido asesinado hace tres años. Búho revela que también busca el acervo del Dragón de Kuro, y le ordena a Lobo que renuncie a su lealtad a Kuro.
A Lobo se le presenta la opción de seguir a Búho y traicionar a Kuro o permanecer leal a Kuro. Si Lobo se pone del lado de Búho, se verá obligado a pelear con Emma, una médica al servicio de Isshin y, con el propio Isshin. Al derrotarlos, Lobo luego apuñala a Búho en la espalda mientras Kuro con horror se da cuenta de que Lobo ha sido corrompido por la sed de sangre y ha caído en el camino de Shura. Luego se afirma que un demonio vagó por las tierras durante muchos años matando a muchas personas.
Si Kuro es elegido, Lobo pelea y mata a Búho. A continuación, utiliza los elementos que ha reunido para entrar en el palacio del manantial. Luego, Lobo entra en el Reino Divino, donde lucha contra el Dragón Divino para obtener sus lágrimas para la Separación inmortal. Al regresar al castillo de Ashina, Lobo descubre que ha sido atacado por el Ministerio del Interior y que Isshin ha sucumbido a su enfermedad y ha fallecido, y Emma le informa que Kuro ha huido por un pasadizo secreto. Lobo encuentra a Kuro y Genichiro heridos, empuñando una segunda Hoja Mortal. Genichiro luego desafía a Lobo por última vez. Tras su derrota, se sacrifica para traer a Isshin a la vida en el apogeo de su poder. Aunque Isshin está del lado de Lobo y Kuro, honra el sacrificio de Genichiro y elige luchar contra Lobo.
Después de derrotar a Isshin, el jugador puede obtener tres finales dependiendo de lo que se le dé a Kuro. El final estándar es "separación inmortal". Lobo le da a Kuro las lágrimas de dragón y corta sus lazos con el Dragón Divino. Este proceso termina matando a Kuro, mientras que Lobo se convierte en el siguiente escultor y termina su vida como shinobi. En el final de "Purificación", Lobo consigue salvar a Kuro a costa de su propia vida. El final secreto y verdadero, "Retorno", se obtiene al ayudar a la Niña Divina de las Aguas Rejuvenecedoras a completar un ritual para devolver el poder del Dragón Divino a su lugar de nacimiento en el Oeste. El espíritu de Kuro se transfiere al corazón de la Niña Divina. Lobo sigue siendo un shinobi y elige viajar con la Niña Divina en su viaje hacia el oeste.

## Personajes
Lobo (狼 Okami?)
 Seiyū: Daisuke Namikawa
El personaje protagonista; un silencioso, taciturno y eficiente shinobi. Su auténtico nombre, al igual que el de la mayoría de shinobis, se desconoce. Todo el mundo le conoce por su alias: Lobo, a excepción de Isshin; quien tras conocerlo lo apodó "Sekiro" (cuyo significado es "lobo de un solo brazo"). Es el guardaespaldas personal de Kuro, con el que tiene una cercana relación más parecida a la de un padre y su hijo que a la de un señor y su sirviente. Siendo huérfano, de niño sobrevivió saqueando los muchos campos de batalla de Japón, hasta que fue encontrado por el Búho, quien lo adoptó y lo entrenó para ser el letal shinobi que ahora es. Esto lo pone en un dilema cuando el respeto hacia su padre choca con su lealtad hacia Kuro. A raíz de un fatídico combate con Genichiro al principio del juego, pierde su brazo izquierdo, teniendo que utilizar una prótesis repleta de mecanismos en su lugar.
Kuro (九郎 Kuro?)
 Seiyū: Miyuki Satō
Señor de Lobo y personaje central de los acontecimientos del juego. Un niño noble apodado "el descendiente celestial". Posee una condición divina conocida como "el acervo del dragón" que le otorga la inmortalidad, así como la incapacidad de sangrar (sólo la hoja mortal puede herirlo) y la habilidad de volver inmortales a otras personas. Esto último hace que sea codiciado por aquellos que buscan la inmortalidad, como Genichiro o Búho. Pese a ser sólo un niño, Kuro es tan inteligente, maduro y sereno como el más elegante de los adultos, y tanto es así que a lo largo del juego busca una forma de deshacerse de su inmortalidad, consciente de que ningún hombre debería ser privado de la muerte.
Isshin Ashina (葦名一心 Ashina Isshin?)
 Seiyū: Tetsuo Kanao
Líder del clan Ashina y señor de la tierra con ese mismo nombre desde que la conquistó tras un sangriento golpe de Estado. Isshin fue temido en su juventud como un legendario espadachín sin igual que desarrolló habilidades terribles con la espada luchando en incontables combates a muerte. Tanto es así que, incluso aunque durante los acontecimientos del juego es ya un anciano extremadamente enfermo, sigue siendo un rival letal y temible para sus enemigos. A diferencia de Genichiro, Isshin es consciente de que Ashina no puede salvarse de ser invadida si el método para hacerlo es a través de la inmortalidad, por lo que desea ayudar a Kuro a deshacerse de ésta, y de hecho, es él el contratante que envió a Lobo a rescatar a su señor. Tiene un alter ego conocido como "el Tengu de Ashina" en el que se hace pasar por un intimidante guerrero disfrazado de tengu.
Genichiro Ashina (葦名弦一郎 Ashina Genishiro?)
 Seiyū: Kenjirō Tsuda
Nieto adoptivo de Isshin y general del ejército de Ashina. Un poderoso y mortífero samurái dotado de un misterioso poder que le permite invocar el rayo. Viendo que sus tropas no eran suficientemente numerosas ni fuertes como para hacer frente al inminente ataque del ejército del ministerio del interior de Japón, intenta por todos los medios utilizar el acervo del dragón de Kuro para crear un ejército inmortal, pese a la negativa de éste. Al inicio del juego secuestra a Kuro tras enfrentarse a Lobo, al que logra cortarle un brazo.
Escultor (荒れ寺の仏師 Aretera no busshi?)
 Seiyū: Jin Urayama
Un misterioso monje budista que habita en un viejo templo donde pasa casi todo su tiempo esculpiendo budas de aspecto airado. De joven fue un shinobi apodado Orangután. Encontró a Emma en un campo de batalla cuando ésta era una niña huérfana y hambrienta, y la llevó con su amigo, el médico Dogen, quien la adoptó. Isshin le cortó un brazo para evitar que se convirtiese en un Shura, acabando así con su vida como shinobi pero salvándole de ser devorado por las llamas del odio. Es quien salva a Lobo al principio del juego después de que cayese inconsciente tras perder un brazo, y también quien le regala la prótesis shinobi y quien le añade mejoras y nuevas herramientas a ésta.
Emma (エマ Ema?)
 Seiyū: Shizuka Itō
Una médica al servicio de Isshin, al que cuida. De niña era una huérfana que por casualidad fue encontrada por el ahora escultor, tras lo cual fue adaptada por el amigo de éste, el médico Dogen, quien la convirtió en su aprendiz. Ayuda en todo lo que puede a Lobo en su misión de rescatar a Kuro, y después en su objetivo de librarse de la inmortalidad. Para ello, regala al shinobi una calabaza de agua curativa de su invención. Pese a ser en apariencia una simple doctora, es una gran espadachina, pues fue entrenada por Isshin para, de darse el caso, ser capaz de matar a un demonio.
Búho (梟 Fukuro?)
 Seiyū: Takaya Hashi
Un viejo aunque maquinador shinobi, padre adoptivo de Lobo, al que entrenó en las artes shinobis junto a otros maestros y al que educó bajo el "Código de hierro", que dicta que el padre lo es todo y que sus órdenes deben ser siempre cumplidas sin excepción. Se caracteriza por su astucia y por sus habilidades pulidas hasta el extremo pese a su avanzada edad. Búho es un hombre cuyas inmensas ambiciones lo llevan a engañar a su propio hijo y a utilizarlo como una herramienta en sus planes egoístas. No obstante y a pesar de ello, lo cierto es que lo aprecia, y se siente lo suficientemente orgulloso de él como para desear ser superado y vencido por éste en un combate a muerte.
Dama Mariposa (まぼろしお蝶 Maboroshi o chō?)
 Seiyū: Tomoko Miyadera
Kunoichi anciana que en pasado fue una de las maestras que Búho utilizó para entrenar a Lobo, el cual siente un gran respeto por ella. Es una letal maestra del arte de las ilusiones, y al igual que Búho, posee una mortífera destreza pese a su evidente vejez. Dama Mariposa es un personaje misterioso cuyas motivaciones nunca se llegan a explicar, pero se sabe que es aliada de Búho, pues lo ayudó en sus planes durante el asalto a la hacienda Hirata.
Niña Divina del Rejuvenecimiento (変若の御子 Henwaka no miko?)
 Seiyū: Risa Shimizu
Una amable y misteriosa niña que habita en santasactorum del templo Senpo. Fue la única superviviente de un grupo de niños que los monjes de dicho templo sacrificaron en sus abominables experimentos en busca de la inmortalidad, y por ello se le otorgó la custodia de la temida Hoja mortal; una odachi con el poder de matar a los inmortales. Posee grandes conocimientos en temas místicos relacionados con la inmortalidad. Mediante algún método desconocido, ocasionalmente puede producir arroz curativo.

## Desarrollo
El desarrollo de Sekiro comenzó a finales de 2015, tras la finalización del DLC para Bloodborne, The Old Hunters. El juego fue revelado a través de un breve tráiler durante el evento The Game Awards de 2017, mostrando el lema Shadows Die Twice. Posteriormente, fue anunciado su título oficial, Sekiro: Shadows Die Twice, en la conferencia de prensa de Microsoft en la E3 2018. El juego es dirigido por Hidetaka Miyazaki del estudio From Software, conocidos principalmente por ser los creadores de la saga Souls y Bloodborne, y fue publicado por Activision. La fecha de lanzamiento del juego se anunció durante la Gamescom de 2018, para el 22 de marzo de 2019 en las plataformas PlayStation 4, Xbox One y Microsoft Windows. La edición coleccionista del videojuego incluye una caja metálica, una figura del protagonista, un libro de arte, un mapa del mundo del juego, un código de descarga para la banda sonora y tres fichas que replican el dinero utilizado en el juego.

## Recepción

### Crítica
Sekiro: Shadows Die Twice fue "universalmente aclamado" por la crítica, siendo galardonado como "Juego del año" en The Game Awards 2019.
La versión para Xbox One recibió una calificación de 91/100 en Metacritic, basada en 31 reseñas, mientras que la versión para PlayStation 4 obtuvo una puntuación de 90/100, basada en 76 reseñas. Por otro lado, la versión para PC obtuvo una calificación de 88/100, basada en 25 reseñas.

### Ventas
El día de lanzamiento, Sekiro reunió a 108 000 jugadores simultáneos en la plataforma Steam, la cifra más alta para el lanzamiento de un juego nuevo en el período enero-marzo de 2019 y la tercera más alta de cualquier juego japonés en la historia de Steam, solo por detrás de Monster Hunter: World y Dark Souls III. Posteriormente, en marzo, alcanzó la cifra de 125 000 jugadores simultáneos en Steam, haciéndolo uno de los juegos más jugados en la historia de la plataforma. En su semana de lanzamiento, Sekiro copó las listas de ventas tanto de Reino Unido como de la región EMEAA (Europa, Oriente Medio, África y Asia), superando a Tom Clancy's The Division 2. En Japón, Sekiro vendió inicialmente 157 548 unidades en la primera semana. Diez días después del lanzamiento, se había vendido mundialmente más de dos millones de unidades, cifra que subió hasta superar los cinco millones en julio de 2020.

### Premios
El juego recibió múltiples nominaciones, ganando diferentes premios como el premio a Juego del año de los The Game Awards 2019, los premios de GameSpot o los Steam Awards, votados por fanes.
| Año  | Premios                       | Categoría                      | Resultado | Referencia    |
| ---- | ----------------------------- | ------------------------------ | --------- | ------------- |
| 2018 | Game Critics Awards           | Mejor Show                     | Nominado  | [ 42 ]        |
| 2018 | Game Critics Awards           | Mejor juego original           | Nominado  | [ 42 ]        |
| 2018 | Game Critics Awards           | Mejor juego de consola         | Nominado  | [ 42 ]        |
| 2018 | Game Critics Awards           | Mejor juego de acción/aventura | Nominado  | [ 42 ]        |
| 2018 | Golden Joystick Awards        | Juego más esperado             | Nominado  | [ 43 ]        |
| 2018 | Gamers' Choice Awards         | Juego más anticipado           | Nominado  | [ 44 ]        |
| 2019 | Japan Game Awards             | Premio a la excelencia         | Ganador   | [ 45 ]        |
| 2019 | Golden Joystick Awards        | Mejor diseño visual            | Nominado  | [ 46 ] [ 47 ] |
| 2019 | Golden Joystick Awards        | Juego del año definitivo       | Nominado  | [ 46 ] [ 47 ] |
| 2019 | The Game Awards 2019          | Juego del año                  | Ganador   | [ 39 ]        |
| 2019 | The Game Awards 2019          | Mejor dirección                | Nominado  | [ 39 ]        |
| 2019 | The Game Awards 2019          | Mejor dirección de arte        | Nominado  | [ 39 ]        |
| 2019 | The Game Awards 2019          | Mejor diseño de audio          | Nominado  | [ 39 ]        |
| 2019 | The Game Awards 2019          | Mejor juego de acción/aventura | Ganador   | [ 39 ]        |
| 2020 | 23 Annual D.I.C.E. Awards     | Juego del año de acción        | Nominado  | [ 48 ]        |
| 2020 | 23 Annual D.I.C.E. Awards     | Logro extraordinario en diseño | Nominado  | [ 48 ]        |
| 2020 | Game Developers Choice Awards | Juego del año                  | Nominado  | [ 49 ]        |
| 2020 | Game Developers Choice Awards | Mejor arte visual              | Nominado  | [ 49 ]        |
| 2020 | Game Developers Choice Awards | Mejor diseño                   | Nominado  | [ 49 ]        |
| 2020 | SXSW Gaming Awards            | Juego del año                  | Ganador   | [ 50 ] [ 51 ] |
| 2020 | SXSW Gaming Awards            | Excelencia en jugabilidad      | Nominado  | [ 50 ] [ 51 ] |
| 2020 | SXSW Gaming Awards            | Excelencia en logro técnico    | Nominado  | [ 50 ] [ 51 ] |
| 2020 | SXSW Gaming Awards            | Excelencia en logro visual     | Ganador   | [ 50 ] [ 51 ] |
| 2020 | British Academy Games Awards  | Mejor juego                    | Nominado  | [ 52 ]        |
| 2020 | British Academy Games Awards  | Animación                      | Nominado  | [ 52 ]        |
| 2020 | British Academy Games Awards  | Mejor diseño                   | Nominado  | [ 52 ]        |
| 2020 | British Academy Games Awards  | Logro técnico                  | Nominado  | [ 52 ]        |